# バンクーバー (ワシントン州)
バンクーバー（英語：Vancouver）は、アメリカのワシントン州南西部に位置する都市で、クラーク郡の郡庁所在地である。人口は約19万人（2020年）。コロンビア川を挟んだオレゴン州のポートランドを中心都市とするポートランド都市圏に含まれる。

## 歴史

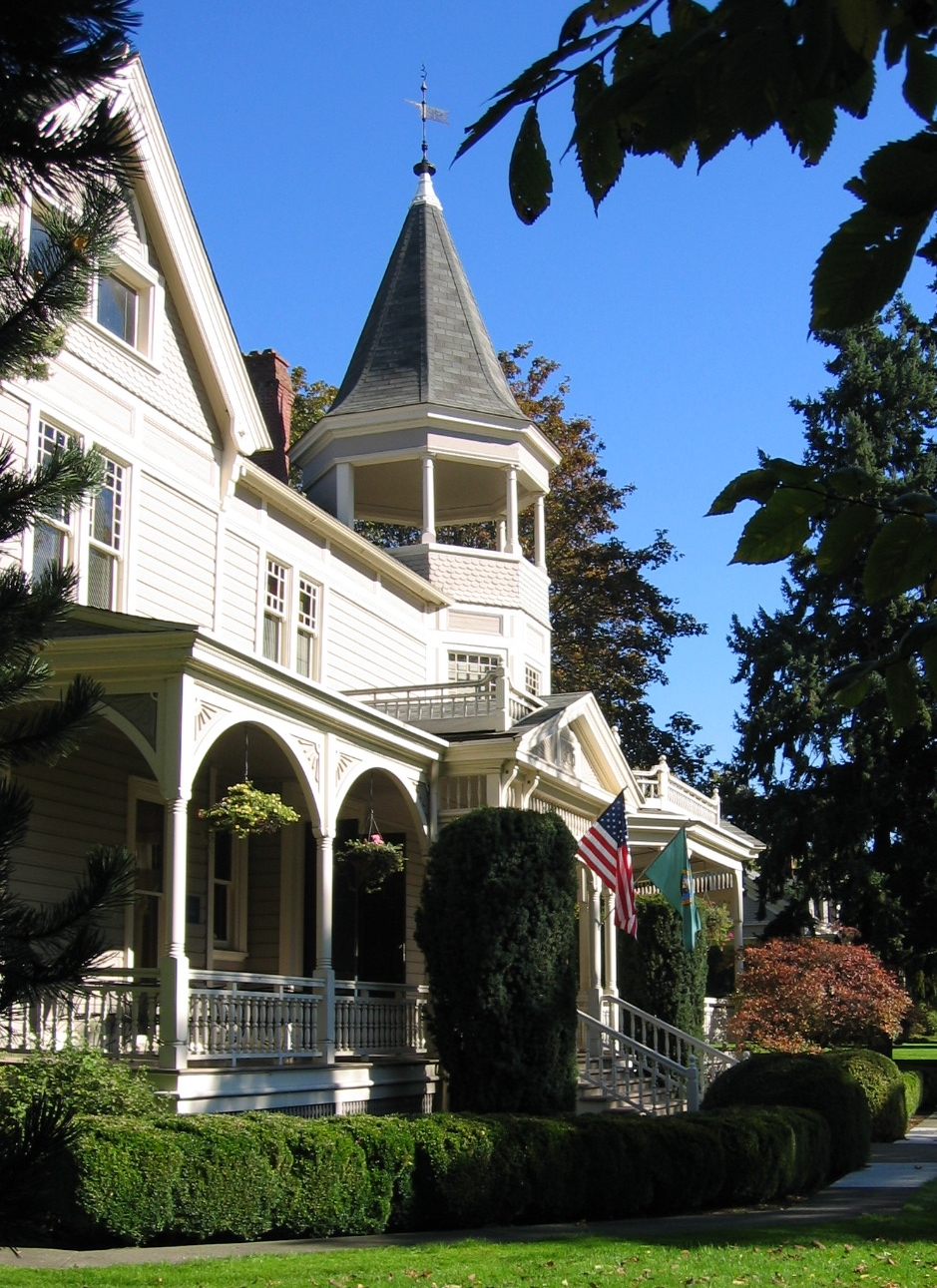
マーシャル・ハウス

この地域には1806年にヨーロッパから最初の探検家が訪れている。数々の先住民が定住していた場所で、ヨーロッパからの入植は1825年まで待つことになる。
市の北部へ305マイル（491km）離れた場所により大きな都市バンクーバーがあり、どちらの都市名も探検家ジョージ・バンクーバーを由来とする。カナダ側の都市はアメリカ側より遅く、1886年に設立されている。同市ではブリティッシュコロンビア州のバンクーバーとの混同を減らすため、都市名をフォート・バンクーバーまたはバンクーバーUSA、オールド・バンクーバーに改称する提案が度々出されている。

## 地理
バンクーバーはポートランドからコロンビア川を挟んだ北岸に位置する。

## その他
2010年に行われたバンクーバーオリンピックで、カナダブリティッシュコロンビア州の同名都市と勘違いした人によってホテルを予約するなどの行為が続出して話題になった。町側もそのことを皮肉したTシャツを制作するなど新たな観光資源として利用する動きも出た。

## 姉妹都市
- 城陽市 （日本・京都府）
- アレキパ （ペルー・アレキパ州）

参照。